# Неназваний лицар
Неназваний лицар (тур. Adsız Cengaver / перс. فرزند شمشیر) — турецький фільм у жанрі історичне фентезі, випущений 1970 року. Режисер — Халіг Рефіт, у ролях — Джунейт Аркин, Небахат Чехре, Пурі Банай, Бірсен Айда та Альтан Гюнбай.

## Сюжет
Молодий герой, у народі відомий як «Безіменний лицар», бореться проти тиранічного правителя Бухари. Правитель дізнається, що його очікує божественне покарання за злі вчинки, він буде вбитий власним сином. Тиран наказує жінці втопити свого маленького сина в річці невдовзі після народження, але його залишають у кошику, й відправляють вниз за течією, зрештою, він виживає. Коли син виростає, він змушений вбити батька.

## У ролях
- Джунейт Аркин — Адзіс
- Небахат Чехре — Алтинай
- Пурі Банай — Гюльназ
- Бірсен Айда — Ебріс
- Альтан Гюнбай — Каббар
- Умаюн Тебрізян — Косе
- Мілтон Рід — Дев